# Montclar-sur-Gervanne
Montclar-sur-Gervanne település Franciaországban, Drôme megyében. Lakosainak száma 195 fő (2022. január 1.). Montclar-sur-Gervanne Beaufort-sur-Gervanne, Eygluy-Escoulin, Mirabel-et-Blacons, Suze és Saillans községekkel határos.

## Népesség
A település népességének változása:
| Lakosok száma | 228  | 170  | 154  | 182  | 177  | 180  | 186  | 191  | 192  | 195  |
|               | 1968 | 1982 | 1990 | 2006 | 2013 | 2015 | 2017 | 2019 | 2020 | 2022 |